# Бертранд (Небраска)
Бертранд (енгл. Bertrand) град је у америчкој савезној држави Небраска.

## Демографија
По попису из 2010. године број становника је 750, што је 36 (-4,6%) становника мање него 2000. године.
| Група             | 2000.       | 2010.       |
| Белци             | 773 (98,3%) | 716 (95,5%) |
| Афроамериканци    | 1 (0,1%)    | 0 (0,0%)    |
| Азијати           | 2 (0,3%)    | 3 (0,4%)    |
| Хиспаноамериканци | 6 (0,8%)    | 22 (2,9%)   |
| Укупно            | 786         | 750         |